# Ibai Gómez
Ibai Gómez Pérez (ur. 11 listopada 1989 w Bilbao) – hiszpański piłkarz grający na pozycji napastnika. Obecnie jest zawodnikiem Athleticu Bilbao.

## Kariera klubowa
Gómez zaczął swoją karierę w baskijskim klubie Santutxu FC, w którym grał w regionalnych ligach.  Po spędzeniu 5 lat w klubie, odszedł do trzecioligowego Sestao River Club.
4 czerwca 2010 roku podpisał dwuletni kontrakt z Athletic Bilbao. W swoim pierwszym sezonie w klubie grał w trzecioligowych rezerwach klubu.
17 października 2010 roku zadebiutował w pierwszym składzie, gdy zmienił w 67 minucie Gaizkę Toquero w meczu z Realem Saragossa (wygrana 2:1), jednak po zaledwie dwóch minutach musiał opuścić boisko z powodu kontuzji kolana.
W sezonie 2011-12, gdy Athletic doszedł do finału Ligi Europy, Gómez trafił dwie bramki w siedmiu meczach – z FC Schalke 04 i Sportingiem.

### Statystyki klubowe
| Sezon   | Klub              | Kraj      | Liga               | Mecze | Bramki | Puchar Kraju | Mecze | Bramki | Rozgrywki Europy   | Mecze | Bramki |
| ------- | ----------------- | --------- | ------------------ | ----- | ------ | ------------ | ----- | ------ | ------------------ | ----- | ------ |
| 2009/10 | Sestao            | Hiszpania | Segunda División B | 36    | 8      | -            | -     | -      | -                  | -     | -      |
| 2010/11 | Athletic Bilbao   | Hiszpania | Primera División   | 3     | 0      | -            | -     | -      | -                  | -     | -      |
| 2010/11 | Athletic Bilbao B | Hiszpania | Segunda División B | 12    | 4      | -            | -     | -      | -                  | -     | -      |
| 2011/12 | Athletic Bilbao B | Hiszpania | Segunda División B | 16    | 10     | -            | -     | -      | -                  | -     | -      |
| 2011/12 | Athletic Bilbao   | Hiszpania | Primera División   | 19    | 0      | Puchar Króla | 3     | 0      | Liga Europy UEFA   | 7     | 2      |
| 2012/13 | Athletic Bilbao   | Hiszpania | Primera División   | 35    | 4      | Puchar Króla | 2     | 0      | Liga Europy UEFA   | 9     | 1      |
| 2013/14 | Athletic Bilbao   | Hiszpania | Primera División   | 18    | 8      | Puchar Króla | 6     | 0      | -                  | -     | -      |
| 2014/15 | Athletic Bilbao   | Hiszpania | Primera División   | 21    | 1      | Puchar Króla | 6     | 0      | Liga Mistrzów UEFA | 4     | 0      |
| 2015/16 | Athletic Bilbao   | Hiszpania | Primera División   | 5     | 0      | -            | -     | -      | Liga Europy UEFA   | 4     | 0      |
| 2016/17 | Deportivo Alavés  | Hiszpania | Primera División   | 29    | 5      | Puchar Króla | 6     | 2      | -                  | -     | -      |
| 2017/18 | Deportivo Alavés  | Hiszpania | Primera División   | 34    | 7      | Puchar Króla | 4     | 0      | -                  | -     | -      |
| 2018/19 | Deportivo Alavés  | Hiszpania | Primera División   | 18    | 3      | Puchar Króla | 1     | 0      | -                  | -     | -      |
| 2018/19 | Athletic Bilbao   | Hiszpania | Primera División   | 14    | 0      | Puchar Króla | 1     | 0      | -                  | -     | -      |

Stan na: 18 maja 2019 r.